# 松江柳
松江柳（学名：Salix sungkianica）为杨柳科柳属的植物，是中国的特有植物。分布在中国大陆的黑龙江等地，多生于松花江沿岸，目前尚未由人工引种栽培。

## 异名
- Salix sungkianica Y. L. Chou et Skv. f. brevistachys Y. L. Chou et Tung